# Liste der Monuments historiques in Nepvant
Die Liste der Monuments historiques in Nepvant führt die Monuments historiques in der französischen Gemeinde Nepvant auf.

## Liste der Objekte
| Bezeichnung      | Beschreibung                                                                                   | Standort                        | Kennzeichnung | Schutzstatus | Datum | Bild |
| ---------------- | ---------------------------------------------------------------------------------------------- | ------------------------------- | ------------- | ------------ | ----- | ---- |
| Glocke (1)       | Bronze, 1789 gegossen                                                                          | in der Kirche St-Maximin (Lage) | PM55002165    | Inscrit      | 1987  |      |
| Glocke (2)       | Bronze, 1818 gegossen                                                                          | in der Kirche St-Maximin (Lage) | PM55002166    | Inscrit      | 1995  |      |
| Hauptaltar       | Altartisch, Retabel und Skulptur Heiliger Maximin; Holz, farbig gefasst und vergoldet, um 1785 | in der Kirche St-Maximin (Lage) | PM55000451    | Classé       | 1984  |      |
| Kelch und Patene | Silber, vergoldet, erste Hälfte des 19. Jahrhunderts, von Pierre Paraud                        | in der Kirche St-Maximin (Lage) | PM55000450    | Inscrit      | 1988  |      |
| Kruzifix         | Holz, farbig gefasst und vergoldet, 18. Jahrhundert                                            | in der Kirche St-Maximin (Lage) | PM55002164    | Inscrit      | 1987  |      |